# کیزوگاوا، کیوتو
کیزوگاوا در استان کیوتو در کشور ژاپن واقع شده‌است که دارای جمعیت ۶۶٬۷۸۳ نفر و مساحت ۸۵٫۱۲ کیلومتر مربع با تراکم جمعیت ۷۸۵ نفر در کیلومترمربع است و در تاریخ ۱۲ مارس ۲۰۰۷ به عنوان شهر شناخته شد.